# Rondinella pellegrina

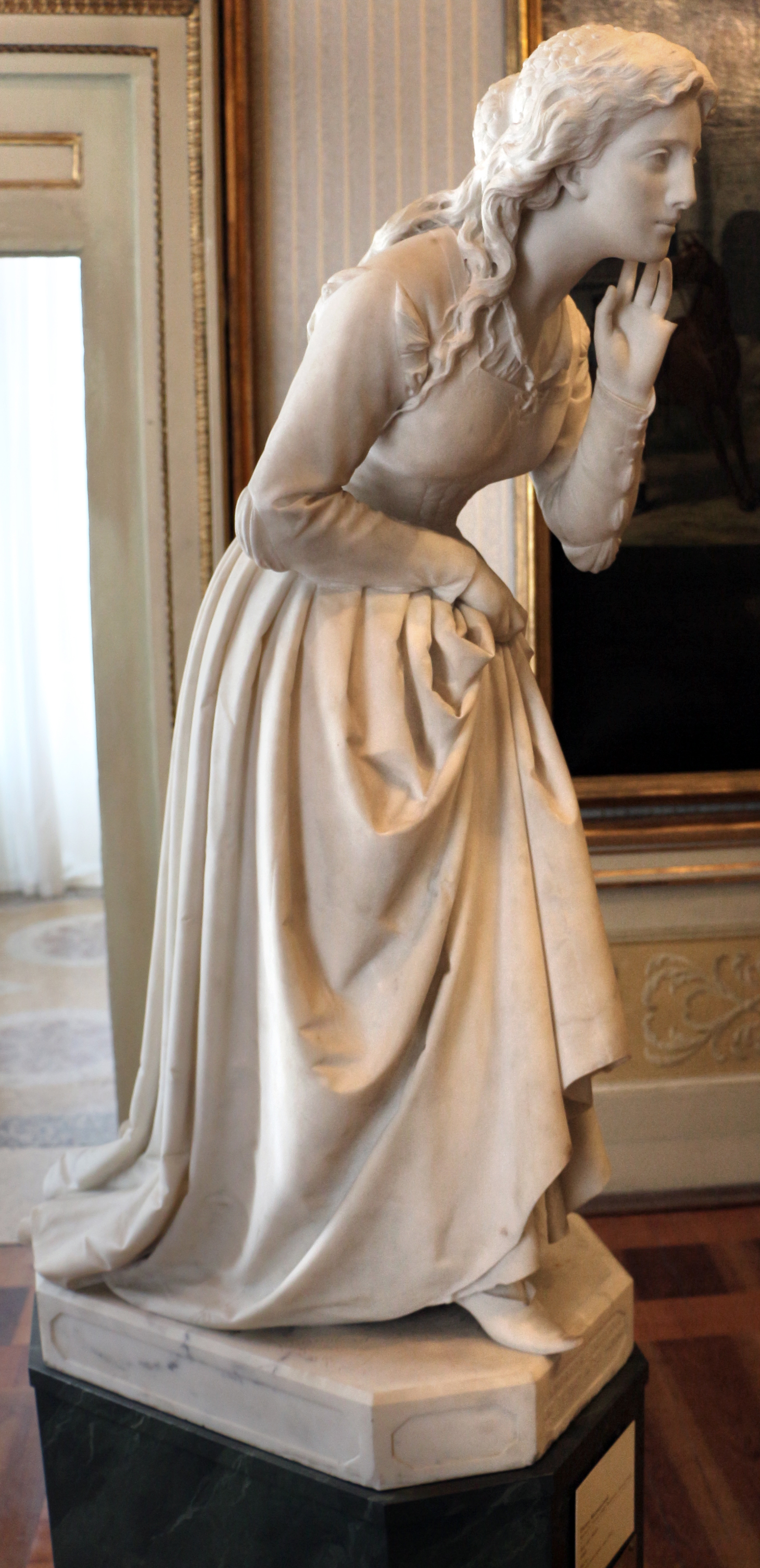
Bice del Balzo intenta ad ascoltare la romanza - Pietro Bernasconi, Bice del Balzo, 1868, Galleria d'Arte Moderna (Milano).

Rondinella pellegrina è una romanza di Tommaso Grossi inserita nel cap. XXVI della sua opera Marco Visconti, pubblicata del 1834; nel testo è indicata come Rondinella o Il lamento della prigioniera. Fu particolarmente nota e diffusa nel XIX secolo.

## Descrizione
La romanza è descritta da Tommaso Grossi come «una canzone che correva a quei tempi sul lago di Como, e dicevasi composta nel castello di Rezzonico da una principessa che v'era stata confinata a morir d'inedia dalla brutale gelosia del marito».
Viene citata nel testo in tre diversi capitoli.
- Nel capitolo III al menestrello Tremacoldo viene richiesto di cantarla; inizia a suonare il liuto e a cantare, ma viene interrotto alla seconda strofa.[2]
- Nel capitolo IV è indicato che Tremacoldo la canta per intero, ma non ne viene riportato il testo.[1]
- Nel capitolo XXVI Bice del Balzo ascolta l'intera canzone dopo averne riconosciuta l'introduzione.[3]

### Testo
È composta da sette sestine di ottonari con rime secondo lo schema ABABCC; la rima finale è sempre tra le parole favella e rondinella.
|    | Rondinella pellegrina           |
|    | che ti posi in sul verone,      |
|    | ricantando ogni mattina         |
|    | quella flebile canzone,         |
| 5  | che vuoi dirmi in tua favella,  |
|    | pellegrina rondinella?          |
|    |                                 |
|    | Solitaria nell'obblio,          |
|    | dal tuo sposo abbandonata,      |
|    | piangi forse al pianto mio      |
| 10 | vedovetta sconsolata?           |
|    | Piangi, piangi in tua favella,  |
|    | pellegrina rondinella.          |
|    |                                 |
|    | Pur di me manco infelice        |
|    | tu alle penne almen t'affidi,   |
| 15 | scorri il lago e la pendice,    |
|    | empi l'aria de' tuoi gridi,     |
|    | tutto il giorno in tua favella  |
|    | lui chiamando, o rondinella.    |
|    |                                 |
|    | Oh se anch'io... Ma lo contende |
| 20 | questa bassa e angusta volta,   |
|    | dove sole non risplende,        |
|    | dove l'aria ancor m'è tolta,    |
|    | donde a te la mia favella       |
|    | giunge appena, o rondinella.    |
|    |                                 |
| 25 | Il settembre innanzi viene      |
|    | e a lasciarmi ti prepari:       |
|    | tu vedrai lontane arene;        |
|    | nuovi monti, nuovi mari         |
|    | salutando in tua favella,       |
| 30 | pellegrina rondinella:          |
|    |                                 |
|    | ed io tutte le mattine          |
|    | riaprendo gli occhi al pianto,  |
|    | fra le nevi e fra le brine      |
|    | crederò d'udir quel canto,      |
| 35 | onde par che in tua favella     |
|    | mi compianga, o rondinella.     |
|    |                                 |
|    | Una croce a primavera           |
|    | troverai su questo suolo.       |
|    | Rondinella, in su la sera       |
| 40 | sovra lei raccogli il volo:     |
|    | dimmi pace in tua favella,      |
|    | pellegrina rondinella.          |

## Critica
Il testo della romanza già nel 1835 fu inserita in antologie di istruzione. Assunse immediata notorietà; la critica, a volte poco favorevole al romanzo, elogiò però i versi.
(A Zoncada, 1853)
Con il nuovo secolo venne meno la popolarità e il testo fu inquadrato come esempio del romanticismo ottocentesco.
(Camillo Pariset, 1936)

### Fonti d'ispirazione
Dai critici vennero identificati due probabili fonti utilizzate dal Grossi.
Nel 1892 Cesare Vignati, nell'esaminare l'epistolario di Francesco De Lemene (1634-1704), suggerì che il Grossi avesse tratto ispirazione dalla terza stanza de La vedovetta.
|    | Scompagnata Tortorella,       |
|    | Che del Fato                  |
|    | Dispietato                    |
| 20 | Ti lamenti in tua favella,    |
|    | Scompagnata sono anch'io;     |
|    | Su piangiamo,                 |
|    | Confondiamo,                  |
|    | Il tuo pianto e il pianto mio |

Bortolo Belotti nel 1935 pose in luce le affinità tra Rondinella pellegrina e un sonetto di Paolina Secco Suardo Grismondi pubblicato nel 1820.
|    | O rondinella che con rauco strido           |
|    | Sembri farti compagna al mio lamento        |
|    | Mentre ti aggiri intorno al caro nido       |
|    | L'antico ripetendo aspro tormento,          |
|    |                                             |
| 5  | Quanto t'invidio! io teco e piango e grido, |
|    | Ma non ho al par di te l'ali onde al vento  |
|    | Franca ti affidi, e d'uno in altro lido     |
|    | Puoi libera varcare a tuo talento.          |
|    |                                             |
|    | Se i vanni avessi anch'io n'andrei felice   |
| 10 | Quel dolce a riveder beato suolo            |
|    | Dove partendo ho abbandonato il core;       |
|    |                                             |
|    | E là vorrei.... ma lassa a me non lice      |
|    | Per l'ampie vie del ciel seguirti, e solo   |
|    | Fatta simile a te son nel dolore.           |

## Versioni musicali e varianti

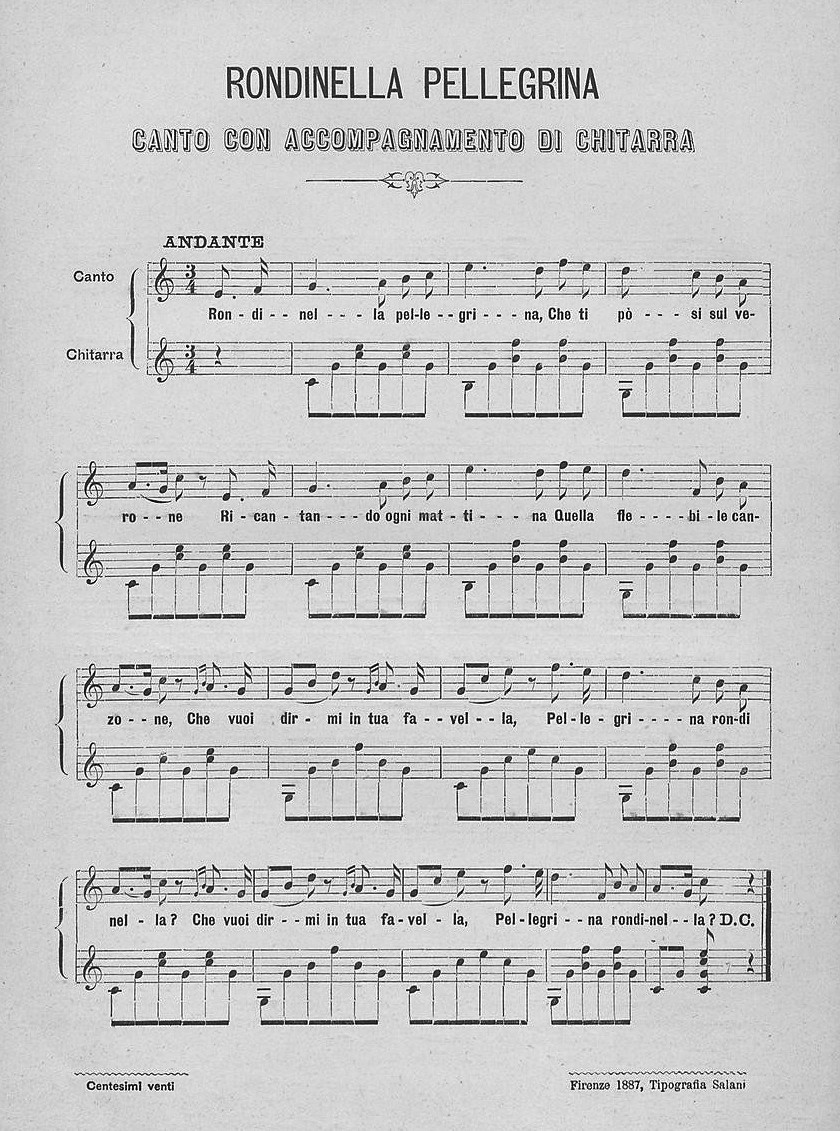
Versione per chitarra, spartito 1887

Negli anni la romanza venne musicata in varie versioni. Si ricordano quelle del 1855 inserita da Errico Petrella nel melodramma tratto dal Marco Visconti, quella per soprano del 1856 di Carlotta Ferrari (pubblicata nelle Sei melodie) e quella di Anton Grigorevič Rubinštejn (in 10 lieder, op. 83).
Nel 1887 fu raccolto come canto popolare da Mario Foresi e riportato in due versioni, una per pianoforte e una per chitarra.

### Varianti patriottiche

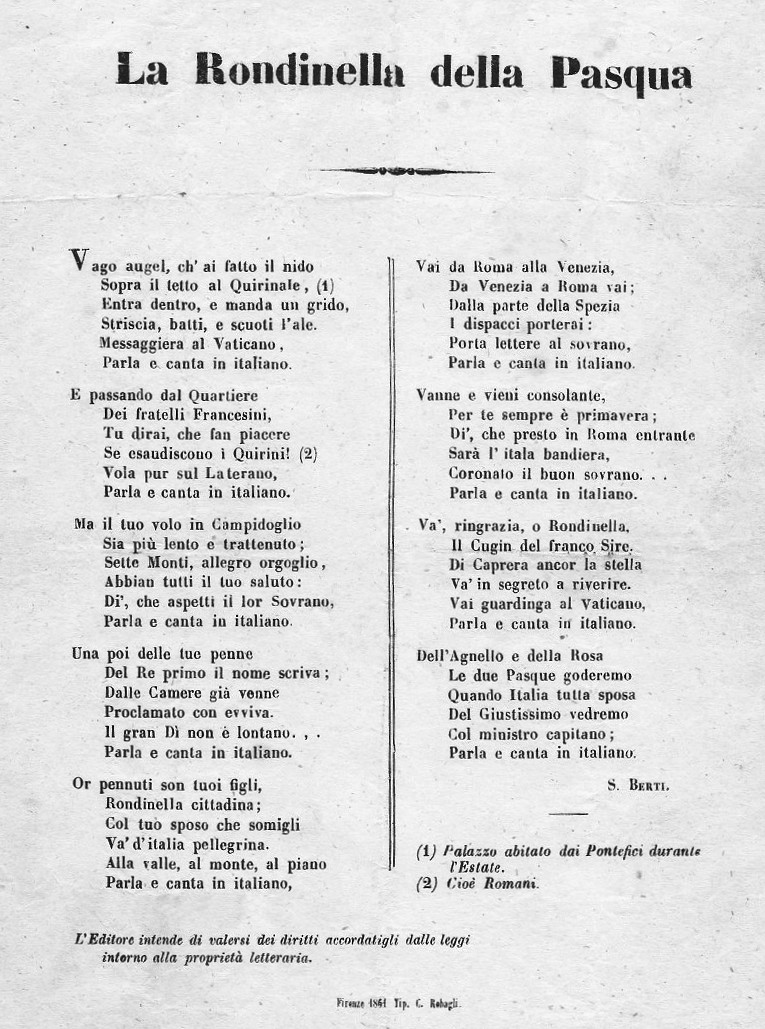
La Rondinella della Pasqua, 1861

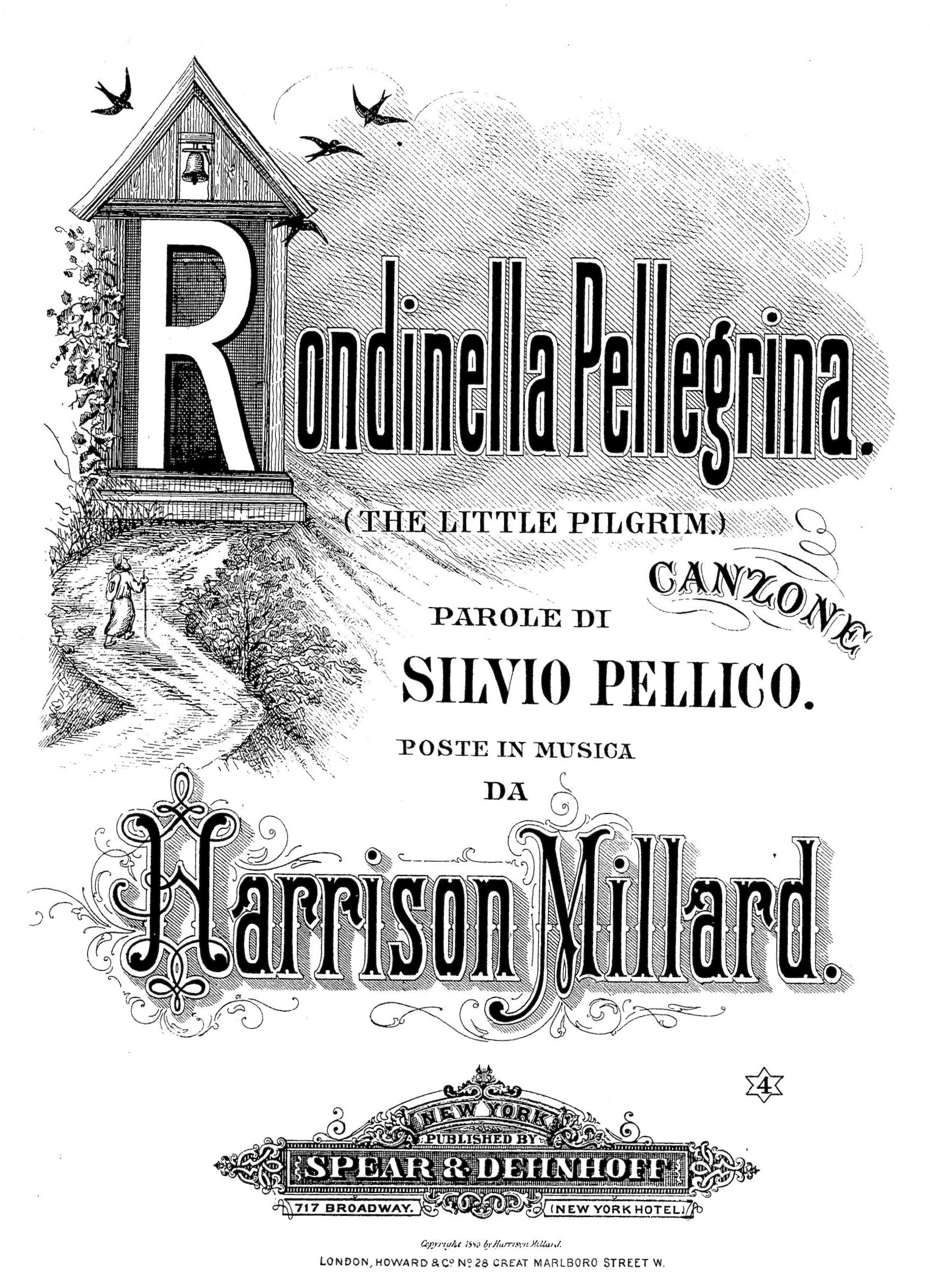
Versione del 1880 con parole di Silvio Pellico

Buona parte della popolarità della romanza fu dovuto a motivi politici in piena epoca risorgimentale: i versi furono ripetuti, come simbolo della sorte dei prigionieri, dagli internati nei forti di Theresienstadt e di Josefstadt; in Toscana, dopo il ritorno del dominio austriaco, Rondinella pellegrina era cantata in sostituzione di Addio mia bella addio, brano proibito dall'autorità.
A Livorno nel 1849 l'aria della Rondinella era la base per la seguente strofa.
|   | Sciogli pur, Livorno mia   |
|   | la tua libera canzone      |
|   | chi vigliacco ti tradìa    |
|   | cadrà estinto innanzi a te |
| 5 | Via de' regi la corona     |
|   | solo il popolo sia re!     |

Nel 1859 si aggiunsero poesie politiche che imitarono la Rondinella o che erano cantatate con la stessa musica, come Il padre del volontario. Piuttosto nota era la versione dello scrittore Giuseppe Torelli, citata come Il ritorno della rondinella o come Ritorno della rondinella dal campo di San Martino.
|    | Il ritorno della rondinella    |
|    |                                |
|    | Rondinella pellegrina,         |
|    | che ritorni sul verone,        |
|    | sei venuta stamattina          |
|    | a portarmi nuove buone?        |
| 5  | Narra, narra in tua favella,   |
|    | ch'io t'ascolto, o rondinella. |
|    |                                |
|    | Tu, che voli a tuo talento     |
|    | per i monti e per i piani,     |
|    | hai veduto nel cimento         |
| 10 | il valor degl'Italiani?        |
|    | L'han gridato in lor favella:  |
|    | Viva Italia! o rondinella?     |
|    |                                |
|    | Sono questi i figli nostri,    |
|    | che alla fiera baionetta       |
| 15 | hanno ucciso tanti mostri      |
|    | d'una razza maledetta,         |
|    | che non parla la favella       |
|    | dell'Italia, o rondinella.     |
|    |                                |
|    | Non vedesti a Solferino        |
| 20 | i figliuoli di Lorena          |
|    | posti in fuga col Cugino,      |
|    | e gridare a gola piena?        |
|    | Non udran più la favella       |
|    | che tu parli, o rondinella.    |
|    |                                |
| 25 | Hai veduto gli zuavi?          |
|    | Dell'Italia i bersaglieri?     |
|    | Credi pur che sono bravi,      |
|    | che si batton volentieri       |
|    | per la patria, che favella     |
| 30 | dolcemente, o rondinella.      |
|    |                                |
|    | Il settembre innanzi viene     |
|    | e a lasciarmi ti prepari...    |
|    | rendi note l'alte pene,        |
|    | ch'han sofferte i nostri cari, |
| 35 | con patetica favella,          |
|    | italiana rondinella.           |
|    |                                |
|    | Per la dolce tua canzone       |
|    | si conosca e si diffonda       |
|    | che l'italica nazione          |
| 40 | a niun'altra fia seconda,      |
|    | ma che giura in sua favella,   |
|    | d'esser una, o rondinella.     |

Sempre nel 1859 Giosuè Carducci pubblicò l'ode Alla Croce di Savoia; le ultime tre strofe vennero stampate e distribuite su foglietti con l'indicazione «Da cantarsi sull'aria della Rondinella pellegrina, ripetendo i due ultimi versi di ciascuna strofa».
Il tema della rondinella e della prigionia fu ripreso anche da Enrico Mayer in La rondinella messaggera, scritta mentre era incarcerato a Roma; questa a sua volta fu ripresa ne La rondinella dell'Aspromonte di Angelo Talli, con versi relativi ai fatti dell'Aspromonte del 1862, e anche nella Rondinella di Mentana, dopo la battaglia di Mentana.
In previsione della liberazione di Roma, nel 1869 fu composta anche una Rondinella di Roma sempre sull'aria del testo di Grossi.

### Versioni dialettali
A testimonianza della diffusione popolare, vennero realizzate trasposizioni dialettali del testo: nel 1877 Attilio Bianchi in dialetto bresciano e nel 1878 Camillo Cima in dialetto milanese.
|    | Cansù dela presonéra (bresciano) |  | La rondinella pellegrina (milanese)    |
|    |                                  |  |                                        |
|    | Rondenèla piligrina              |  | Bella rondina graziosa                 |
|    | Che te postet söl balcù          |  | Che te vegnet chi sul scoss            |
|    | E te cantet la matìna            |  | Tutt' i dì, con vôs pietosa            |
|    | Chela tenera cansû               |  | Come per cuntamm quaicoss,             |
| 5  | Cóza öt dim cola tô ûzìna        |  | Spieghet, dimm, te voeut parlà         |
|    | Rondenèla piligrina?             |  | Col cip-cip... col to cantà?           |
|    |                                  |  |                                        |
|    | Bandonàda, de per té             |  | Te see sola? El t'ha piantaa           |
|    | Dal tò spûs desmentegàda         |  | El to spós, oppur l'è mort?            |
|    | Pianzet forse 'nsèma a mé        |  | Fors l'è on piang de disperaa          |
| 10 | Vedovèla sconsolàda?             |  | Anca el to, senza on confort!!         |
|    | Oh! pians pör cola tô ûzìna      |  | Oh piang pur, piang pur, va là,        |
|    | Rondenèla piligrina.             |  | Col cip-cip... col to cantà.           |
|    |                                  |  |                                        |
|    | Pör de me manc desgraziàda       |  | Però in mezz ai to disgrazzi           |
|    | Té tè pòdet svûlasà,             |  | Ti te volet dove te pâr!               |
| 15 | E dal lac ala spianàda           |  | No gh'è limit, non gh'è dazzi,         |
|    | Té tè sfûghet a gridà            |  | Te traverset finna el mâr...           |
|    | E a ciamal cola tô ûzìna         |  | Depertutt t'el vee a cercà             |
|    | Rondenèla piligrina.             |  | Col cip-cip... col to cantà.           |
|    |                                  |  |                                        |
|    | Oh se a me!... Ma el me 'mpidìt  |  | Ah se anmì! Ma sta ferrada,            |
| 20 | Da 'sto vólt bas e stricat       |  | Sti muràj me strengen su...            |
|    | Dóe de sûl no 'n vé gna 'n pìt   |  | Pioeuv giò on'aria soffegada,          |
|    | Dóe no pôs gna tira 'l fiat,     |  | Fina el sô mi el vedi pu,              |
|    | Da dóe apéna la me ûzìna         |  | E l'è on racc se poss scoltà           |
|    | Té tè sèntet rondinìna           |  | El cip-cip... el to cantà!             |
|    |                                  |  |                                        |
| 25 | El setember prest le ché         |  | Ma pur tropp gh'è chi quel mês         |
|    | E a lasàm te penset zà           |  | Che de solit ti te vee!                |
|    | Té alter sicc ta vedaré,         |  | Chissà quanti bèj paês                 |
|    | Alter moncc e mar lontà;         |  | In viagg te vedaree,                   |
|    | Téi salüdet cola ûzìna           |  | Saludandi in del passà                 |
| 30 | E te vûlet rondinìna.            |  | Col cip-cip... col to cantà.           |
|    |                                  |  |                                        |
|    | E me töte le matine              |  | E mi inscambi a la mattina             |
|    | Desmisiàda per pianzì,           |  | Dissedandom magonent,                  |
|    | Tra la néf e tra le brine        |  | Con giò el frecc, la nêv, la prina...  |
|    | Spetaró..., ma de sentì          |  | Credaroo de avett chi arent,           |
| 35 | Sara 'ndàren la tô ûzìna         |  | De sentimm a consolà                   |
|    | Rondenèla piligrina.             |  | Col cip-cip... col to cantà.           |
|    |                                  |  |                                        |
|    | Öna crûs en primaëra             |  | Quant te tornet l'è sicur              |
|    | En 'sto löch te troaré:          |  | Ghe sarà ona crôs ch'inscì...          |
|    | Rondenèla, 'n söla sera          |  | Ben, ten a ment, tra el ciar e el scur |
| 40 | Vûla, vûla 'nsìma a lé:          |  | Ven a trovalla, saront mi...           |
|    | E dim pas cola tô ûzìna          |  | Dimm on requiem e peù và               |
|    | Rondenèla piligrina.             |  | Col cip-cip... col to cantà.           |

### Traduzioni
Subito dopo la pubblicazione del Marco Visconti, ci furono diverse traduzioni del romanzo, includendo ovviamente anche una traduzione della romanza.
In francese divenne Hirondelle voyageuse, in tedesco Klage der Gefangenen (Lamento dei prigionieri) e in spagnolo Golondrinita inocente.
In inglese ebbe diverse traduzioni. William Dean Howells nel 1867 la definì «una delle più tenere canzoncine in qualsiasi lingua» (one of the tenderest little songs in any tongue).

## Citazioni e riferimenti
- Nel 1836 Agostino Cagnoli pubblicò La rondinella che indicò esplicitamente come un seguito del testo di Tommaso Grossi.[29]
- Nel 1858 fu eretto il monumento a Tommaso Grossi in cui il poeta è ritratto mentre è appoggiato a un muro e tiene nella sinistra alcuni fogli con versi della Rondinella pellegrina.
- Nel 1868 Pietro Bernasconi realizzò la scultura Bice del Balzo, ritraendo la donna in ascolto della Rondinella pellegrina; i primi due versi sono riportati sulla base.[30]
- Nella novella Lillina e Mita Luigi Pirandello citò la versione musicale della Rondinella pellegrina realizzata da Petrella.